# Конституція Киргизстану
Конституція Киргизької Республіки (кирг. Кыргыз Республикасынын Конституциясы) — основний закон Киргизстану.

## Історія
30 квітня 1929 року на другому Всекиргизькому з'їзді Рад було схвалено остаточну редакцію проєкту конституції Киргизької АРСР. Той документ було розроблено на базі конституції РРФСР. До того моменту киргизькі державні утворення не мали власної конституції.
5 травня 1993 року «легендарний парламент» ухвалив першу конституцію незалежного Киргизстану. 22 жовтня 1994 року в країні було проведено референдум щодо двох поправок до конституції Киргизької Республіки:
1. Зміни та доповнення до Конституції Киргизької Республіки, законів Киргизької Республіки й інших важливих питань державного життя можуть виноситись на референдум (всенародне голосування).
2. Законодавчу владу в Киргизькій Республіці здійснює Жогорку Кенеш, що складається з двох палат:
Законодавчих зборів у складі 35 депутатів, що діють постійно й обираються на базі представництва інтересів всього населення республіки;
Збори народних представників у складі 70 депутатів, що працюють сесійно й обираються на базі представництва територіальних інтересів.

10 лютого 1996 року було проведено черговий референдум щодо поправок до конституції. Основні зміни стосувались розмежування повноважень двопалатного парламенту й уточнення взаємин між президентом, парламентом та урядом.
Після внесення змін до основного закону 2003 року опозиція звинуватила Аскара Акаєва в узурпації влади. У лютому 2005 року країною почали ширитись акції протесту, спричинені фальсифікаціями на парламентських виборах, що зрештою призвело до державного перевороту. У листопаді — грудні 2006 року група опозиційних депутатів підготувала два варіанти нової конституції. Утім, 14 вересня 2007 року Конституційний суд скасував обидві редакції, після чого чинною знову стала конституція 2003 року. 21 жовтня 2007 року було проведено черговий референдум, за результатами якого було ухвалено нову редакцію конституції, запропоновану Курманбеком Бакієвим.
7 квітня 2010 року в Киргизстані знову відбулась неконституційна зміна влади, в результаті чого до керівництва країни прийшов тимчасовий уряд. Той уряд прийняв нову конституцію, що проголосила в Киргизстані парламентську республіку. Референдум щодо ухвалення конституції 2010 року відбувався в напружених обставинах у зв'язку з заворушеннями на півдні країни.

## Основні положення
- Конституція Киргизстану проголошує перехід від президентської до парламентської форми правління, обмеживши повноваження президента.
- Президент обирається на один шестирічний термін і не може бути переобраний. Водночас президент має право вето й може призначати керівників державних органів.
- Найвищим законодавчим органом держави є однопалатний парламент, до складу якого входять 120 депутатів, при чому жодна партія не може мати понад 65 місць.
- Судді й ті, хто служить у міліції та збройних силах, не мають права бути членами політичних партій.
- Функції конституційного контролю покладені на Конституційну палату Верховного суду.
- Конституція забороняє дискримінацію за будь-якими ознаками, окремо прописані положення про права ув'язнених. Також скасовано смертну кару й тортури[1][2].